# Dombos Ágoston
Dombos Ágoston, 1955-ig Domschitz (Moson, 1924. július 28. – Győr, 1982. június 24.) labdarúgó, csatár, edző.

## Pályafutása

### Játékosként
A Mosoni Kühne csapatában kezdte a labdarúgást, majd a Hubertusz játékosa volt. 1947 és 1957 között a Győri Vasas ETO jobbszélsője volt. Több alkalommal szerepelt a magyar B-válogatottban. 1957-ben vonult vissza.

### Edzőként
Játékos pályafutása befejezése után megszerezte a labdarúgó-szakedzői diplomát és Győr-Sopron megye több egyesületénél dolgozott. 1971 és 1972 között a Rába ETO vezetőedzője volt. 1972 után a tartalékcsapat edzéseit irányította.

## Sikerei, díjai

### Edzőként
- Magyar bajnokság
  - 5.: 1969